# Károly Rédei
Károly Rédei, geboren als Károly Radanovics (* 11. April 1932 in Kiskanizsa; † 17. August 2008 in Budapest), war ein ungarischer Finnougrist, der das Fach in Österreich begründete.

## Leben
Rédei maturierte 1951 am Piaristengymnasium in Nagykanizsa und studierte an der Philosophischen Fakultät der Eötvös Loránd-Universität in Budapest „Ungarische Sprache und Literatur“ sowie „Finnisch-ugrische Sprachwissenschaft“. 
Nach Abschluss des Studiums 1955 begann er eine wissenschaftliche Laufbahn und dissertierte 1960 mit Die Postpositionen des Syrjänischen unter Berücksichtigung des Wotjakischen im Jahre. Er war ab 1955 wissenschaftlicher Mitarbeiter und seit 1967 Abteilungsleiter der Finnisch-Ugrischen Abteilung des Institutes für Sprachwissenschaft der Ungarischen Akademie der Wissenschaften. Den akademischen Doktortitel erlangte er durch die Arbeit Die syrjänischen Lehnwörter im Wogulischen im Jahre 1967.
Rédei wurde als international bekannter Finnougrist Gründungsprofessor der Finnougristik an der Universität Wien. Im Herbst 1974 wurde er zum Ordentlichen Professor berufen. Er leitete das Institut für Finno-Ugristik der Universität bis zu seiner Emeritierung im Jahr 2000. Es blieb der einzige Lehrstuhl für Finnougristik in Österreich. Seine Spezialgebiete innerhalb des Fachs waren Etymologie, Lautgeschichte und die obugrische- und permische Sprachwissenschaft. Er erforschte den Sprachkontakt zwischen Uralisch und Indogermanisch, zwischen Komi und Obugrisch, zwischen Altpermisch und Altkirchenslawisch. Lehnwortstudien waren ein wichtiger Teil seiner Arbeit im Gebiet der Etymologieforschung.
Rédei sprach sich aus gegen die „populistische Suche nach einer glorreichen Vergangenheit, die sich in Ungarn in Form von dilettantischen Sprachvergleichen – Ungarisch soll mit Sumerisch, Etruskisch usw. verwandt sein“. Sein 1998 erschienenes Werk Őstörténetünk kérdései (Fragen unserer Vorgeschichte) ist eine „ausführliche und vernichtende Kritik der linguistischen Scharlatanerie“.
Bekannt wurde Rédei auch als Chefredakteur des Uralischen Etymologischen Wörterbuches dem Standardwerk der vergleichenden Finnougristik. Außerdem war er Redakteur der Zeitschrift Nyelvtudományi Közlemények und erhielt zahlreiche Auszeichnungen wie das Komturkreuz des Ordens des Löwen von Finnland.

## Schriften (Auswahl)
- Die Postpositionen des Syrjänischen unter Berücksichtigung des Wotjakischen. Verlag der Ungarischen Akademie der Wissenschaften, Budapest 1962.
- Northern Ostyak Chrestomathy. (=Uralic and Altaic Series, 47) Mouton & Co., Hague 1965.
- Nord-ostjakische Texte (Kazym-Dialekt) mit Skizze der Grammatik. Vandenhoeck & Ruprecht, Göttingen 1968.
- Die syrjänischen Lehnwörter im Wogulischen. Verlag der Ungarischen Akademie der Wissenschaften, Budapest 1970.
- Zyrian Folklore Texts. Verlag der Ungarischen Akademie der Wissenschaften, Budapest 1978.
- Chrestomathia Syrjaenica. Tankönyvkiadó, Budapest 1978.
- Zu den indogermanisch-uralischen Sprachkontakten. Verlag der Österreichischen Akademie der Wissenschaften, Wien 1986, ISBN 3-7001-0768-4.
- Uralisches etymologisches Wörterbuch. 3 Bände, Verlag der Ungarischen Akademie der Wissenschaften, Budapest 1988–91, ISBN 963-05-3067-8.
- Őstörténetünk kérdései. A nyelvészeti dilettantizmus kritikája. Balassi Kiadó, Budapest 1998, ISBN 963-506-238-9.
- Lászlo Honti (Hrsg.): Ausgewählte Schriften von Károly Rédei. Hergestellt für Károly Rédei zum 70. Geburtstag. Elte, Budapest 2002, ISBN 963-463-553-9.